# Lijst van invasies van Menorca
De lijst van invasies van Menorca geeft een overzicht van militaire operaties om het Spaanse eiland Menorca te veroveren, een van de Balearen. Immigratie van bevolkingsgroepen gedurende langere periodes zoals bijvoorbeeld met de Feniciërs, worden niet opgenomen in de lijst. Tevens wordt de historische context kort weergegeven.
| Jaar          | Wie valt binnen                                                                                                | Historische context                                                      | Opmerkingen |
| ------------- | --- | ------------------------------------------------------------------------ | --- |
| 123 v.Chr.    | Romeinen onder leiding van Quintus Caecilius Metellus                                                          | Romeinse strijd tegen piraterij op alle Balearen                         | Metellus kreeg de eretitel Balearicus |
| 427           | Vandalen | Val van het West-Romeinse Rijk                                           | Gebeurde met alle Balearen |
| 533           | Byzantijnen onder leiding van Belisarius                                                                       | Herovering van Middellandse Zee door het Oost-Romeinse keizerrijk        | Tezamen met verovering van Sicilië |
| 8e en 9e eeuw | Razzia's door Arabieren: soms piraterij, soms brandschattingen aan land                                        | Moren                                                                    | Het Byzantijns bestuur bestond enkel nog in naam. De steun van het Frankische Rijk was ook maar theoretisch. |
| 859           | Noormannen | Verovering van Zuid-Italië door de Normandiërs                           | Aanvallen vanuit Sicilië |
| 902-903       | Kalifaat van Cordoba                                                                                           | Annexatie van Menorca door het kalifaat                                  | |
| 1045          | Taifa Dénia | Annexatie van Menorca door het emiraat (tot 1087)                        | |
| 1114          | Gezamenlijk republiek Pisa en graafschap Catalonië                                                             |                                                                          | Kortstondig bestuur, nadien terugkeer van Spaans moslimbestuur |
| 1287          | Koninkrijk Aragon onder leiding van Alfons III van Aragon                                                      | Kroon van Aragon breidt uit na de overwinning in de Aragonese Kruistocht | Tezamen met de verovering van het koninkrijk Majorca |
| 1535          | Ottomaanse piraten onder leiding van Khair ad-Din, ook Barbarossa genoemd                                      | Slag om Tunis (1535)                                                     | De havenstad Mahon werd geplunderd, en dit met hulp van lokale leiders. Deze leiders werden gestraft in 1536. |
| 1558          | Ottomaanse piraten onder leiding van Mustafa en Piyale Paça                                                    | Plundering van de Balearen tijdens de Italiaanse Oorlog (1551-1559)      | De toenmalige hoofdstad Ciutadella werd verwoest. Deze brandschatting was erger dan in Mahon in 1535. Quasi de hele bevolking werd verkocht op de slavenmarkt van Constantinopel. |
| 1706-1708     | Franse vloot                                                                                                   | Spaanse Successieoorlog                                                  | De Fransen kwamen de Spaanse Bourbons ter hulp, ter onderdrukking van sympathisanten van de (latere keizer) Karel VI. |
| 1708          | Brits-Nederlandse vloot                                                                                        | Spaanse Successieoorlog                                                  | Invasie uit steun voor Karel VI. Door de Vrede van Utrecht (1713) gingen Gibraltar en Menorca naar Engeland. De Engelsen verplaatsten de hoofdstad van Ciutadella naar Mahon (1722), waar méér sympathie voor de Engelsen heerste.                                                               |
| 1756          | Franse vloot onder leiding van Roland-Michel Barrin markies de La Galissonnière                                | Eerste treffen in de Zevenjarige Oorlog                                  | De Fransen vielen binnen in het weinig verdedigde Ciutadella. De Engelsen in Fort St. Philip nabij Mahon capituleerden. Door de Vrede van Parijs (1763) kwam Menorca toch terug naar Engeland.                                                                                                   |
| 1781-1782     | Frans-Spaanse vloot onder leiding van Louis des Balbes de Berton, hertog de Crillon en eerste hertog van Mahon | Amerikaanse Onafhankelijkheidsoorlog                                     | De invasie vond plaats in de baaien van Sa Mesquida en Alcaufar. De Engelsen in fort Saint-Philip nabij Mahon capituleerden. Dit fort werd verwoest. De Engelsen bestuurden, ondanks dit debacle, nadien Menorca van 1798 tot 1802, tot de Vrede van Amiens (1802). Nadien bleef Menorca Spaans. |
| 1939          | Franquisten | Spaanse Burgeroorlog (1936-1939)                                         | Menorca bleef lang trouw aan de republiek Spanje. Een invasie met bloedige onderdrukking maakte daar een einde aan. |